# 为何我会喜欢上你？
《为何我会喜欢上你？》（日語：どうして君を好きになってしまったんだろう?）是韩国男子团体東方神起在日本发行的第23张单曲。于2008年7月16日由avex trax公司下属厂牌rhythm zone发行。

## 概要
这首单曲距上张单曲《Beautiful you/千年恋歌》发行相隔约3个月，是组合2008年第3张单曲。
单曲分为“CD+DVD”“只CD”两种版本发行，前者有收录《为何我会喜欢上你？》的MV与MV的拍摄过程（只在初回限定盘中收录），后者则收录有A面曲的无伴奏合唱版本，而后两张单曲《魔咒 -MIROTIC-》（呪文-MIROTIC-）与《波麗路/Kiss The Baby Sky/請別忘記》（Bolero/Kiss The Baby Sky/忘れないで）中也收录了这首歌的两个不同的混音版本。另外，A面曲除了单曲中收录的这一版本MV之外，还存在藤井美菜、村上剛基两位演员主演的另一版本MV。初回限定版本封入特典是封面大小的卡片（6种中随机封入1种），“只CD”版本有12页豪华手册同捆封入。
单曲获得了“第50届日本唱片大奖”的优秀作品奖。组合也凭借这首歌在《NHK红白歌合战》上初次登场。

## 收录歌曲

### CD
1. 《为何我会喜欢上你？》
  - 作詞：Lambsey、作曲：Sylvia Bennett-Smith、Fredrik“Fredro”Odesjo、Mats Berntoft、編曲：Fredrik“Fredro”Odesjo, Mats Berntoft
2. 《Box in the ship》
  - 作詞：H.U.B. 作曲：Philippe-Marc、Anquetil、Iain James Farqharson、Marcus Killian、Yacine Azeggagh、編曲：AILI（日语：AILI）
  - 日本環球影城中游乐设施“Hollywood Dream – The Ride（英语：Hollywood Dream – The Ride）”的主题曲（2008年7月10日-8月31日 53天期间限定）
3. 《为何我会喜欢上你？》 （acappella ver ）（アカペラver）
  - 編曲：村山晋一郎（日语：村山晋一郎）
4. 《为何我会喜欢上你？》 (Less Vocal)
5. 《Box in the ship》 (Less Vocal)

### CD+DVD
CD
1. 《为何我会喜欢上你？》
2. 《Box in the ship》
3. 《为何我会喜欢上你？》 (Less Vocal)
4. 《Box in the ship》 (Less Vocal)

DVD
1. 《为何我会喜欢上你？》 (Video Clip)
2. 《为何我会喜欢上你？》Off Shot Movie （只初回限定盤有收录）

## 翻唱
- Lambsey - （2009年、由作词者自行翻唱、首次收录于专辑《山崎的崎》（カワサキノサキ）中[參⁠ 8]）
- Stevie Hoang（日语：スティーヴィー・ホアン）（英籍华裔男歌手） - 更名为《Make It To The End〜为何我会喜欢上你？〜》（2009年、首次收录于专辑《ALL NIGHT LONG》中[參⁠ 9]）

## 备注
1. ↑  不包括TRICK企劃的五连发
2. ↑   註: